# Titularbistum Cediae
Cediae (ital.: Cedie) ist ein Titularbistum der römisch-katholischen Kirche.
Die in Nordafrika gelegene Stadt war ein alter römischer Bischofssitz, der im 7. Jahrhundert mit der islamischen Expansion unterging. Dieser lag in der römischen Provinz Numidien.
| Titularbischöfe von Cediae |                            |                                        |                   |                    |
| Nr.                        | Name                       | Amt                                    | von               | bis                |
| 1                          | Nicolas Stam MHM           | Apostolischer Vikar von Kisumu (Kenia) | 9. März 1936      | 26. Mai 1949       |
| 2                          | Ladislav Hlad              | Weihbischof (im Untergrund) in Prag    | 9. Februar 1950   | 16. Dezember 1979  |
| 3                          | Carlos Walter Galán Barry  | Weihbischof in Morón (Argentinien)     | 11. Februar 1981  | 8. Mai 1991        |
| 4                          | Mario Eusebio Mestril Vega | Weihbischof in Camagüey (Kuba)         | 16. November 1991 | 2. Februar 1996    |
| 5                          | Fidel Herráez Vegas        | Weihbischof in Madrid (Spanien)        | 14. Mai 1996      | 30. Oktober 2015   |
| 6                          | Wojciech Tomasz Osial      | Weihbischof in Łowicz (Polen)          | 24. Dezember 2015 | 12. September 2024 |
| 7                          | Tomasz Sztajerwald         | Weihbischof in Warschau-Praga (Polen)  | 5. November 2024  |                    |